# 晏弱
晏 弱（あん じゃく、?  - 紀元前556年）は、中国春秋時代の斉の政治家。萊の夷維（現在の山東省濰坊市高密市）の人。子は晏嬰（晏平仲）。斉の頃公の時期、晋が主催した断道の会にて拘留されたが、苗賁皇の計らいにより、後に帰還した。斉の霊公に東方の萊の攻略を命じられ、紀元前567年にこれを果たした。紀元前556年に逝去。諡は桓。晏桓子と称された。

## 晏弱を題材にした小説
- 宮城谷昌光『晏子』（新潮社、1994年）ISBN 978-4104004010, ISBN 978-4104004027, ISBN 978-4104004034